# Goera nigricornis
Goera nigricornis är en nattsländeart som beskrevs av Navás 1932. Goera nigricornis ingår i släktet Goera och familjen grusrörsnattsländor. Inga underarter finns listade i Catalogue of Life.